# Rio Tejo
Percurso do rio Tejo

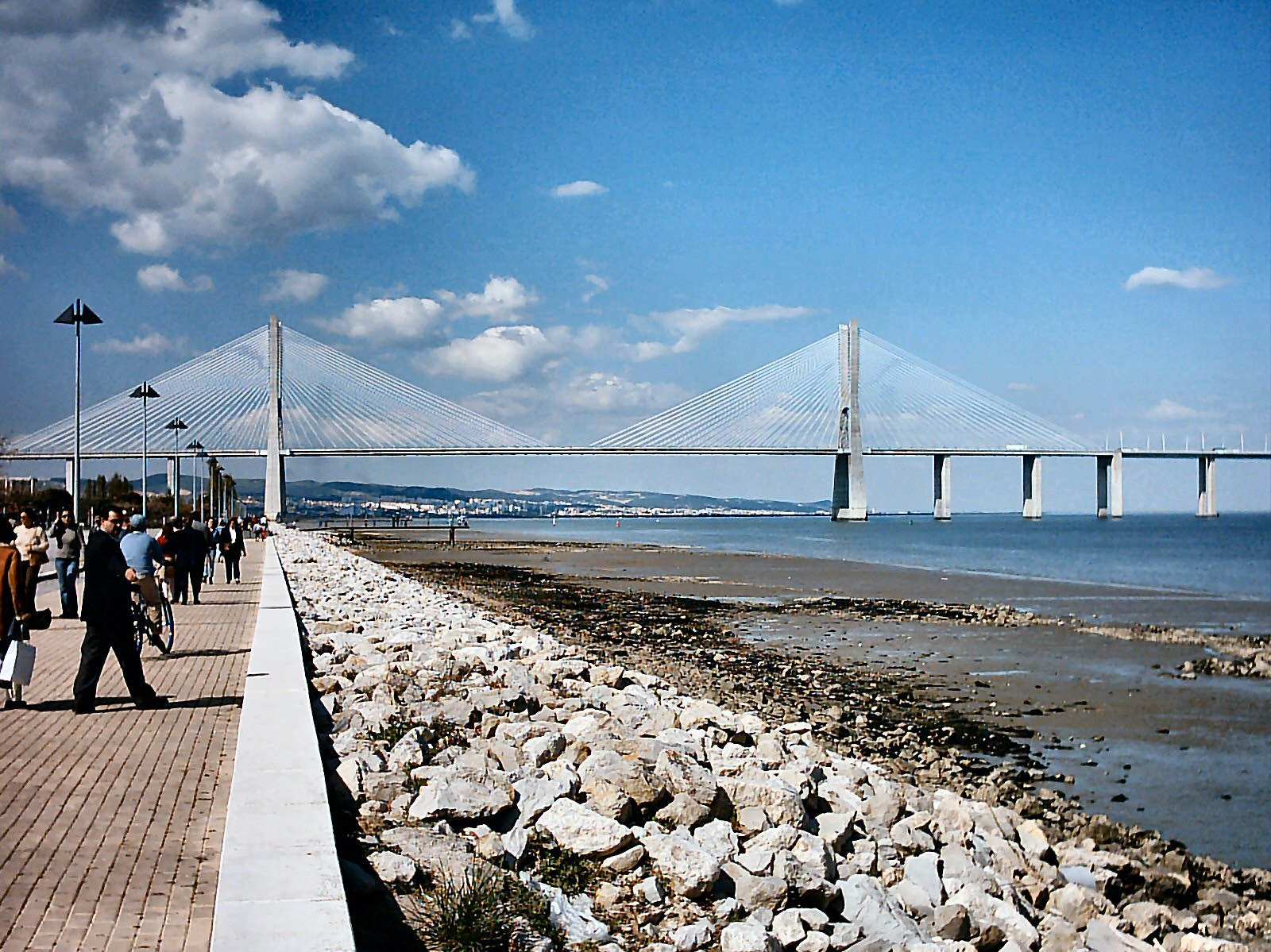
A Ponte Vasco da Gama atravessa o rio Tejo, escassos quilómetros da foz, o que faz com que 10 km da sua total extensão sejam sobre o rio.

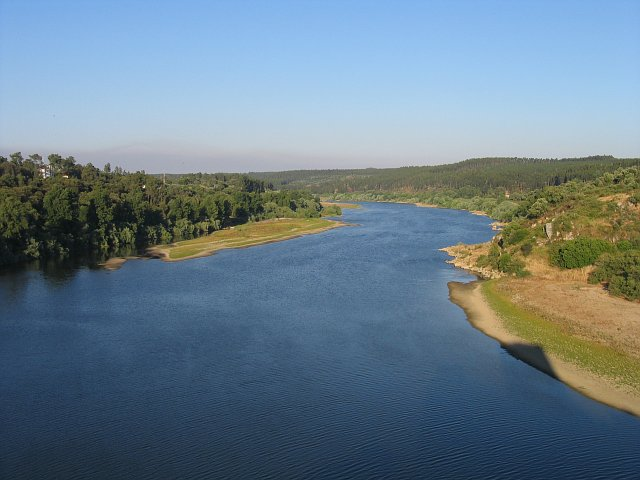
Rio Tejo visto do Castelo de Almourol

O rio Tejo (em castelhano Tajo, aragonês Tacho) é o rio mais extenso da Península Ibérica. A sua bacia hidrográfica é a terceira mais extensa na Península, atrás do rio Douro e do rio Ebro. Nasce em Espanha — onde é conhecido como Tajo — a 1 593 m de altitude na serra de Albarracim, e após um percurso de cerca de 1 007 km, desagua no oceano Atlântico formando um estuário em Lisboa. A sua bacia hidrográfica é de 80 600 km² (55 750 km² em Espanha e 24 850 km² em Portugal), sendo a segunda mais importante da Península Ibérica depois da do rio Ebro.
Nas suas margens ficam localidades espanholas como Toledo, Aranjuez e Talavera de la Reina, e portuguesas como Abrantes, Constância (onde o Zezere no Tejo deságua), Santarém, Salvaterra de Magos, Vila Franca de Xira, Alverca do Ribatejo, Forte da Casa, Póvoa de Santa Iria, Sacavém, Alcochete, Montijo, Moita, Barreiro, Seixal, Almada e Lisboa.

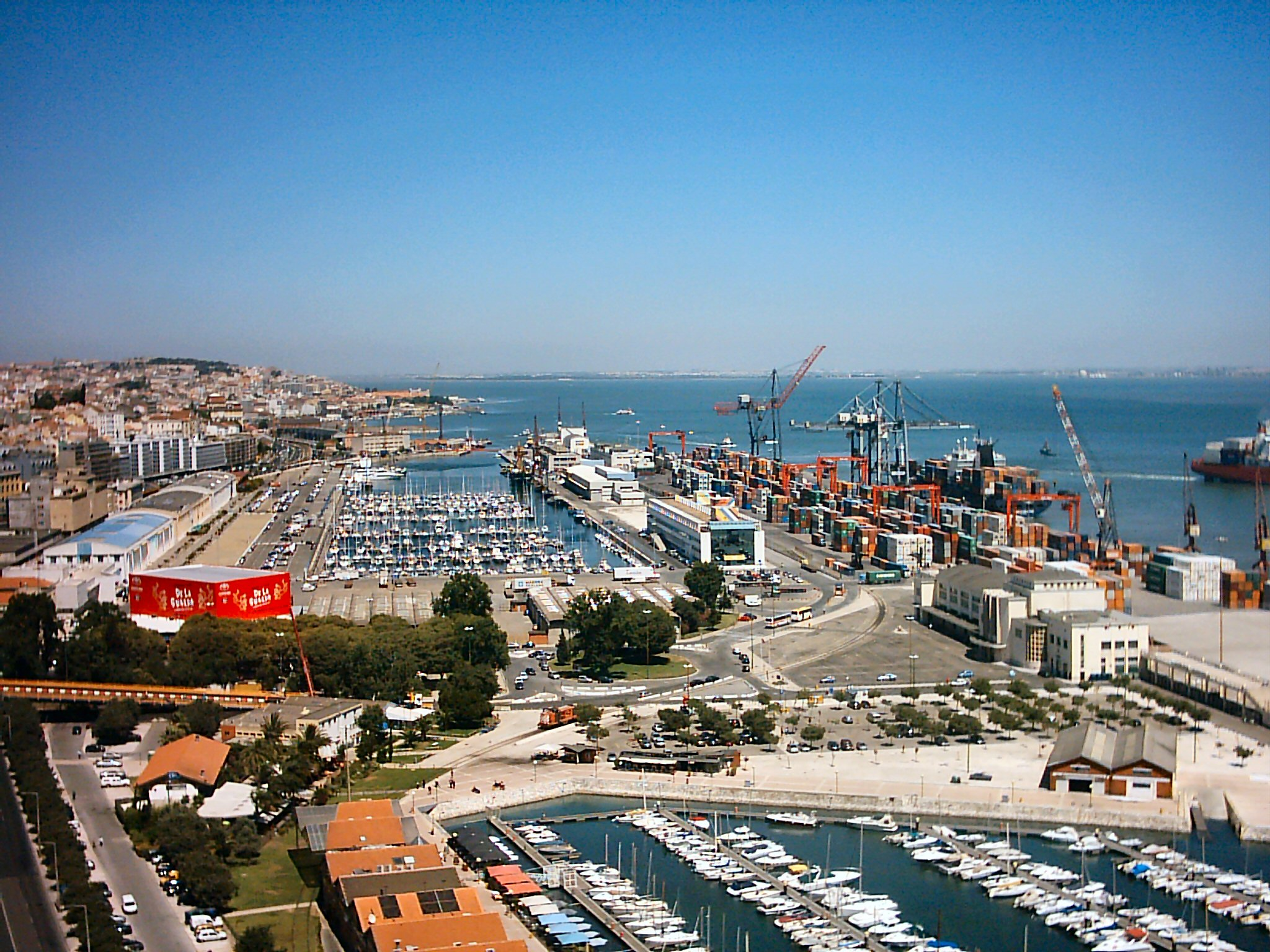
Doca de Alcântara

Do estuário do Tejo partiram as naus e as caravelas dos descobrimentos portugueses. A onda que assolou Portugal no dia do terramoto de 1755 subiu o rio e inundou Lisboa e outras localidades na margem.
Em Lisboa, o estuário do Tejo é atravessado por duas pontes. A mais antiga é a Ponte 25 de Abril (inaugurada em 1966, então Ponte Salazar), uma das maiores pontes suspensas da Europa, e que liga a capital de Portugal a Almada. A outra é a Ponte Vasco da Gama, de cerca de 17 km de comprimento. Foi inaugurada em 1998 e liga Lisboa (Sacavém) a Alcochete, Moita e Montijo. O local mais largo deste rio chama-se Mar da Palha, um lago, e fica entre Lisboa, Vila Franca de Xira e Benavente.
Junto a Vila Franca de Xira existe ainda a Ponte Marechal Carmona que liga as duas margens. Era a ponte mais próxima de Lisboa que ligava as duas margens do rio. Após a abertura da Ponte 25 de Abril, mais de metade do tráfego da Ponte Marechal Carmona caiu.
Existe à entrada da barra do estuário do Tejo uma fortaleza (o Forte de São Julião da Barra).
Todos os anos no porto de Lisboa, atracam centenas de paquetes de luxo, principalmente na doca de Alcântara. No seu estuário existe uma reserva ecológica (Reserva Natural do Estuário do Tejo, com sede em Alcochete) onde nidificam várias espécies de aves. Devido à grande poluição do rio deixaram de existir golfinhos de forma permanente, mas nos últimos anos durante o Verão têm aparecido exemplares, que após uma boa pescaria retornam ao mar.

## Nome e Lenda
Segundo Sílio Itálico, Tago, como era designado o Tejo, seria o nome de um rei Ibero que foi cruelmente assassinado por Asdrúbal e que teria o mesmo nome do rio.
"A Tago de antiga estirpe, de grande beleza
E famoso por corajosos feitos, pregou-o ele em alto poste,
E, esquecido dos deuses e dos homens, em triunfo passeou
Pelos povos contristados o corpo de seu rei em exéquias
A Tago que recebera o nome de aurífera fonte.
Ululando o choram pelas margens e cavernas as ninfas ibéricas".
Quando da conquista de Lisboa Osberno comentou que "É este um rio que desce da região de Toledo, e em cujas margens se encontra ouro, quando no princípio da Primavera as águas se recolhem no leito.
Segundo as lendas D. Afonso Henriques pagou a tença ao papa com o ouro retirado do rio Tejo. Dom Dinis mandou fazer o seu ceptro com o ouro das areias do Tejo e Dom João III mandou igualmente fazer outro ceptro com o seu ouro.

## Curso

### Fonte

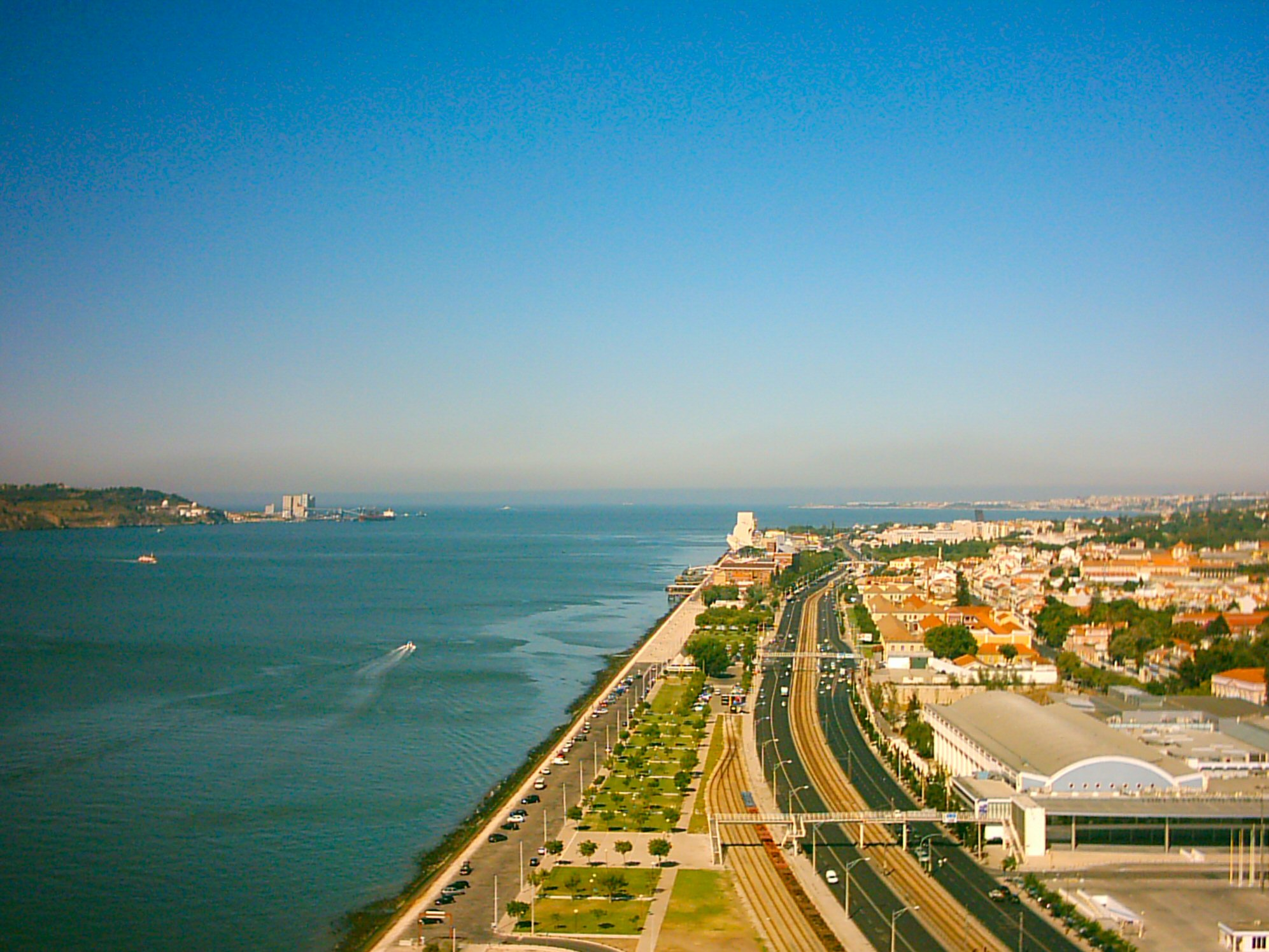
Vista do Estuário do Tejo

O rio Tejo nasce a 1 593 m de altitude, no local conhecido como Fuente de García, no município espanhol de Frías de Albarracín, na província de Teruel. A sua fonte situa-se entre San Juan (1 830 m) e o cerro de San Felipe (1 839 m), na Serra de Albarracín, que pertence aos Montes Universales, na parte ocidental do Sistema Ibérico.
Esta formação montanhosa alberga um dos nós hidrográficos mais importantes da Península Ibérica, ao separar a vertente atlântica da mediterrânea. O rio Júcar, que desagua no Mar Mediterrâneo, tem origem a poucos quilómetros da sua fonte, assim como o Guadalaviar, que dá lugar posteriormente ao Turia.
No seu percurso inicial, o rio salta um forte desnível, lavrando materiais originados entre o Ordovícico e o Quaternário, entre os quais predominam os calcários, as dolomitas, as margas e os arenitos.

### Curso alto

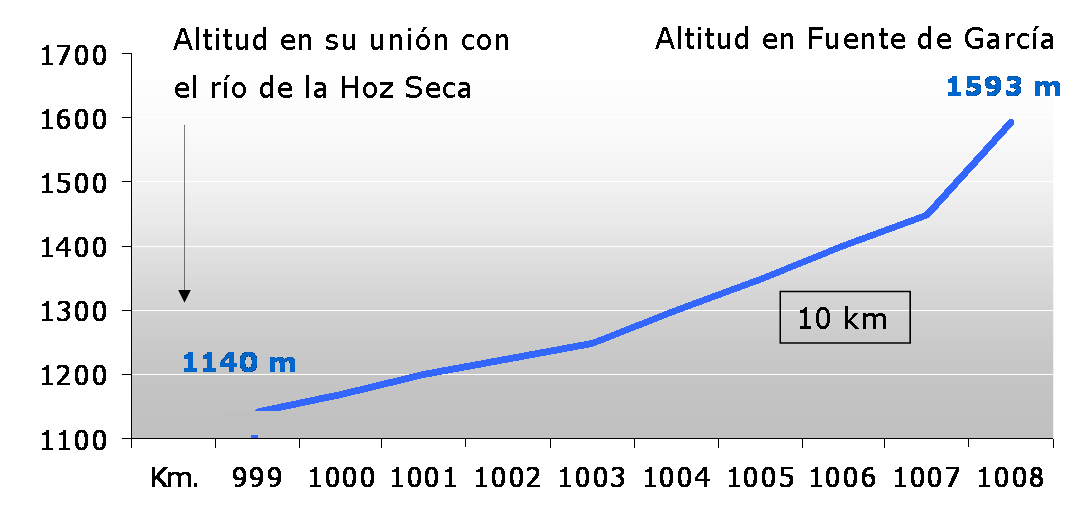
O rio cobre um desnível de 453 m nos dez primeiros quilómetros (entre a fonte em Fuente de García e a foz do seu primeiro grande afluente, o rio da Hoz Seca).

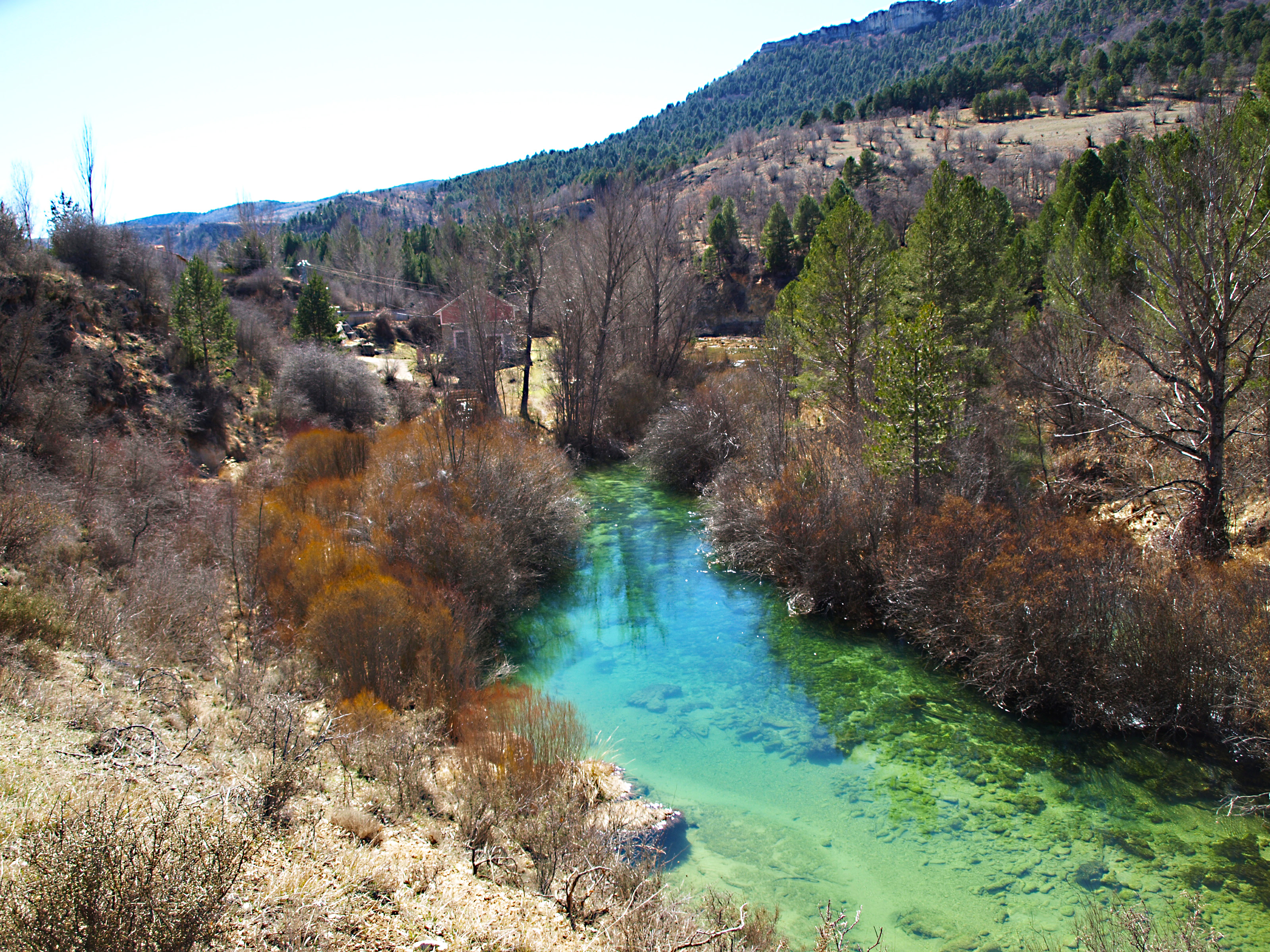
Curso alto do Tejo em Peralejos de las Truchas

O rio corre, num primeiro momento, na direcção sul-noroeste, marcando a linha divisória entre Aragão e Castela-Mancha, através das províncias de Teruel e Cuenca, respectivamente. Entra depois em Guadalaxara e, a uns dez quilómetros da sua fonte, recebe como afluente direito o rio da Hoz Seca, que é o seu primeiro grande afluente, que até tem um caudal maior que o próprio Tejo. O Hoz Seca, que recolhe as águas das serras de Orihuela del Tremedal (Teruel), nos Montes Universais, tributa no município de Peralejos de las Truchas (Guadalaxara). Aqui o Tejo já desce a uma altitude de 1 140 m, depois de vencer pronunciadas pendentes e formar diferentes gargantas, encravadas em áreas fortemente despovoadas.
O seu caudal volta a aumentar depois com as contribuições dos rios Cabrillas, Gallo, Bullones e Arandilla, que provêm do Sistema Ibérico. De todos eles, o mais destacado é o rio Gallo, que conflui no Tejo a uma altitude aproximada de 900 m.
Em toda esta zona, o rio atravessa locais de alto valor ecológico, que se encontram protegidos pela sua inclusão no Parque Natural do Alto Tejo, constituído em 2000. Este espaço integra uma flora característica dos pisos bioclimáticos supra e oromediterrâneos. Os pinhais de Pinus sylvestris, pinheiro-larício e pinheiro-bravo, as azinheiras, os juniperus e os carvalhos-portugueses são os elementos de flora principais.
Perto de Zaorejas, o Tejo gira bruscamente e toma o rumo oeste. Deixa à sua direita a aldeia de Ocentejo, onde volta a mudar de sentido, desta vez para sudoeste. Segue para Valtablado del Río e Trillo, cuja central nuclear utiliza a água do rio como sistema de refrigeração, através do pântano de La Ermita. Nesta altura, junta-se-lhe o rio Cifuentes e, mais adiante, o Ablanquejo.
Antes de abandonar a província de Guadalaxara, o Tejo é retido em cinco grandes barragens. As mais importantes são as de Entrepeñas, nas zonas de Sacedón e Auñón, e a de Buendía, cujas maiores contribuições provêm do rio Guadiela, o último dos grandes afluentes que procedem do Sistema Ibérico. Neste ponto, o rio desceu já para uma cota ligeiramente superior aos 600 m.
Mais à frente volta a ter barragens: a barragem de Bolarque, situada em Almonacid de Zorita e Pastrana, e a de Zorita, em cujas margens foi construída a central nuclear do mesmo nome, que foi fechada em 2006. No município de Zorita de los Canes, rodeia os restos arqueológicos da cidade visigótica de Recópolis.
O Tejo deixa província de Guadalaxara formando um nova albufeira, a de Estremera, que toma o nome da aldeia madrilena de Estremera.

### Curso médio-alto

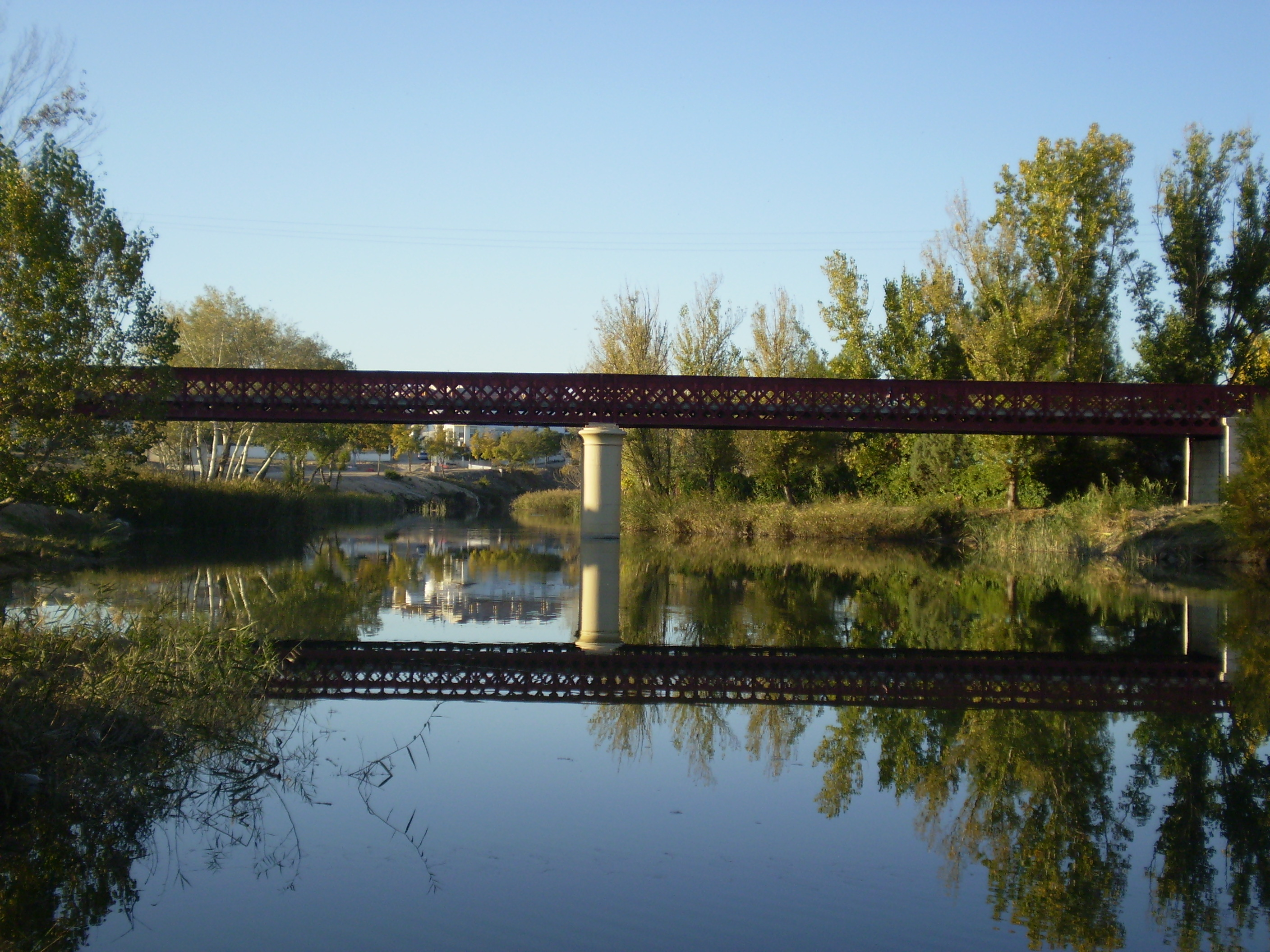
Ponte de Fuentidueña de Tajo (Madrid), do século XIX, sobre o Tejo.

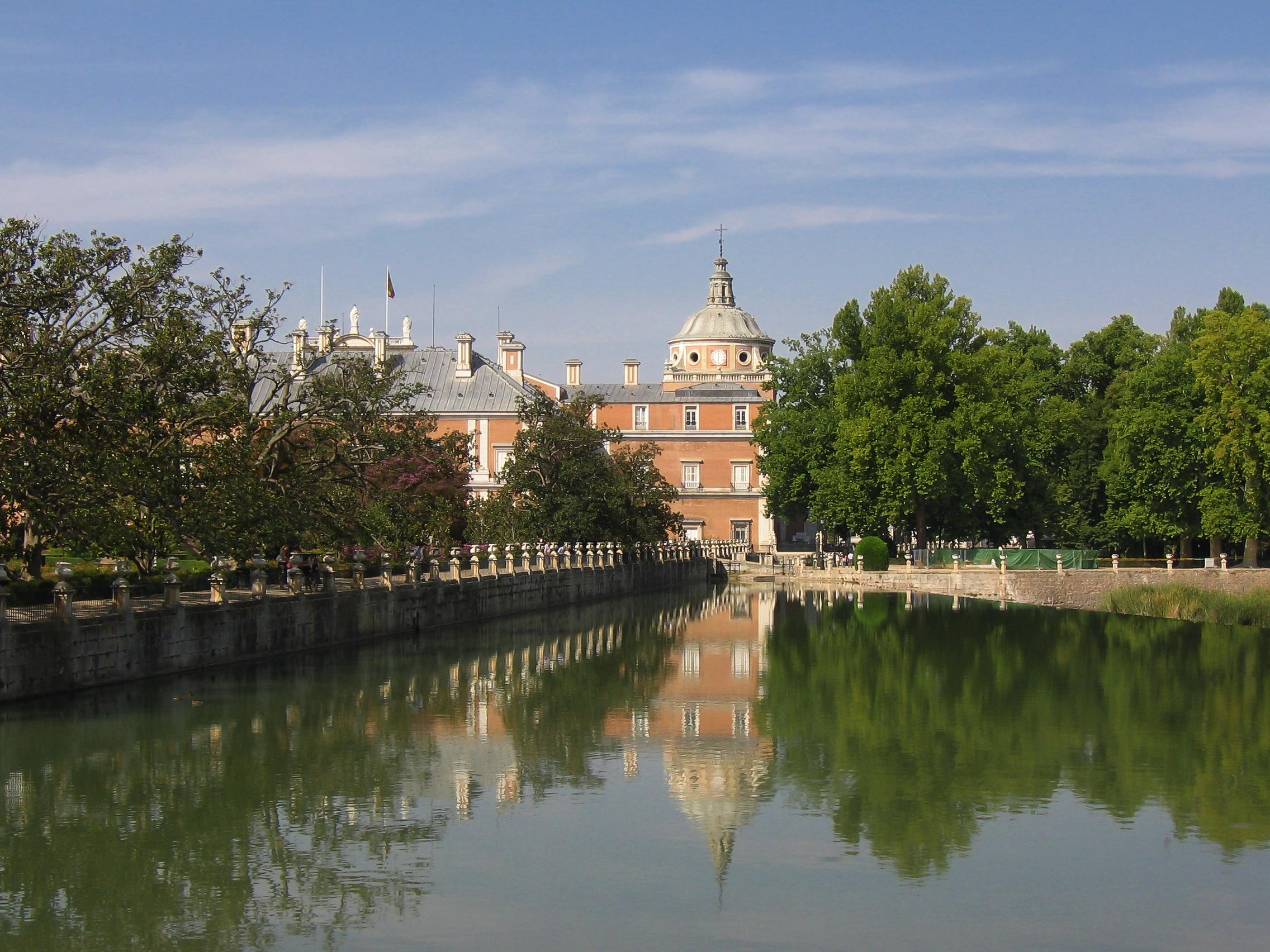
Vista do Tejo, perto de Aranjuez (Madrid), onde bordeja o Palácio Real.

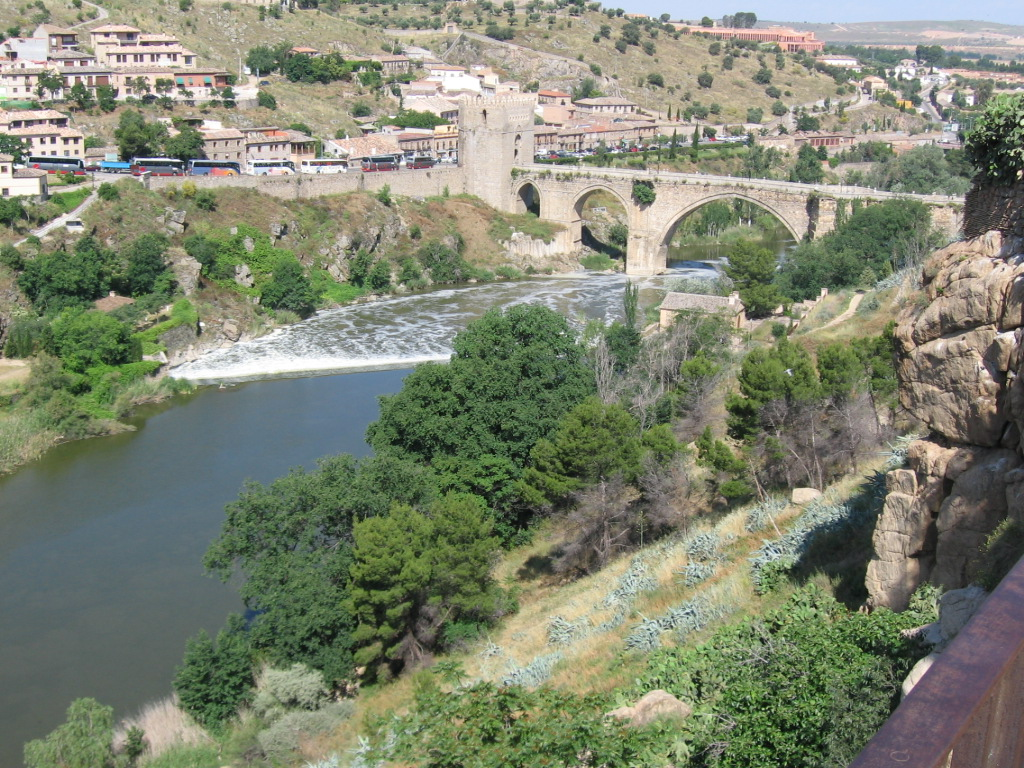
O Tejo, antes de atravessar a Ponte de Alcântara (Toledo).

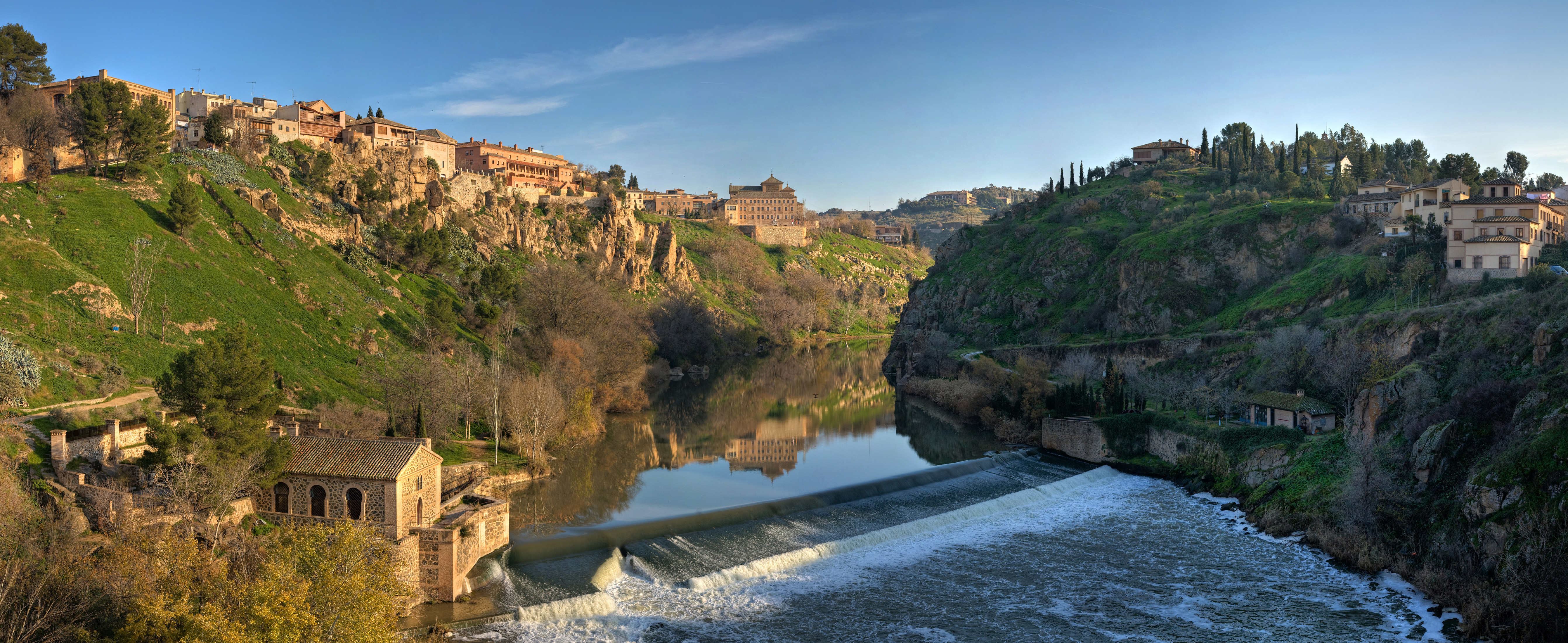
O Tejo em Toledo.

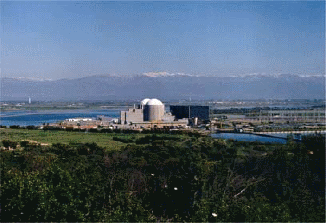
Central nuclear de Almaraz (Cáceres), que o rio refrigera através da barragem de Arrocampo-Almaraz.

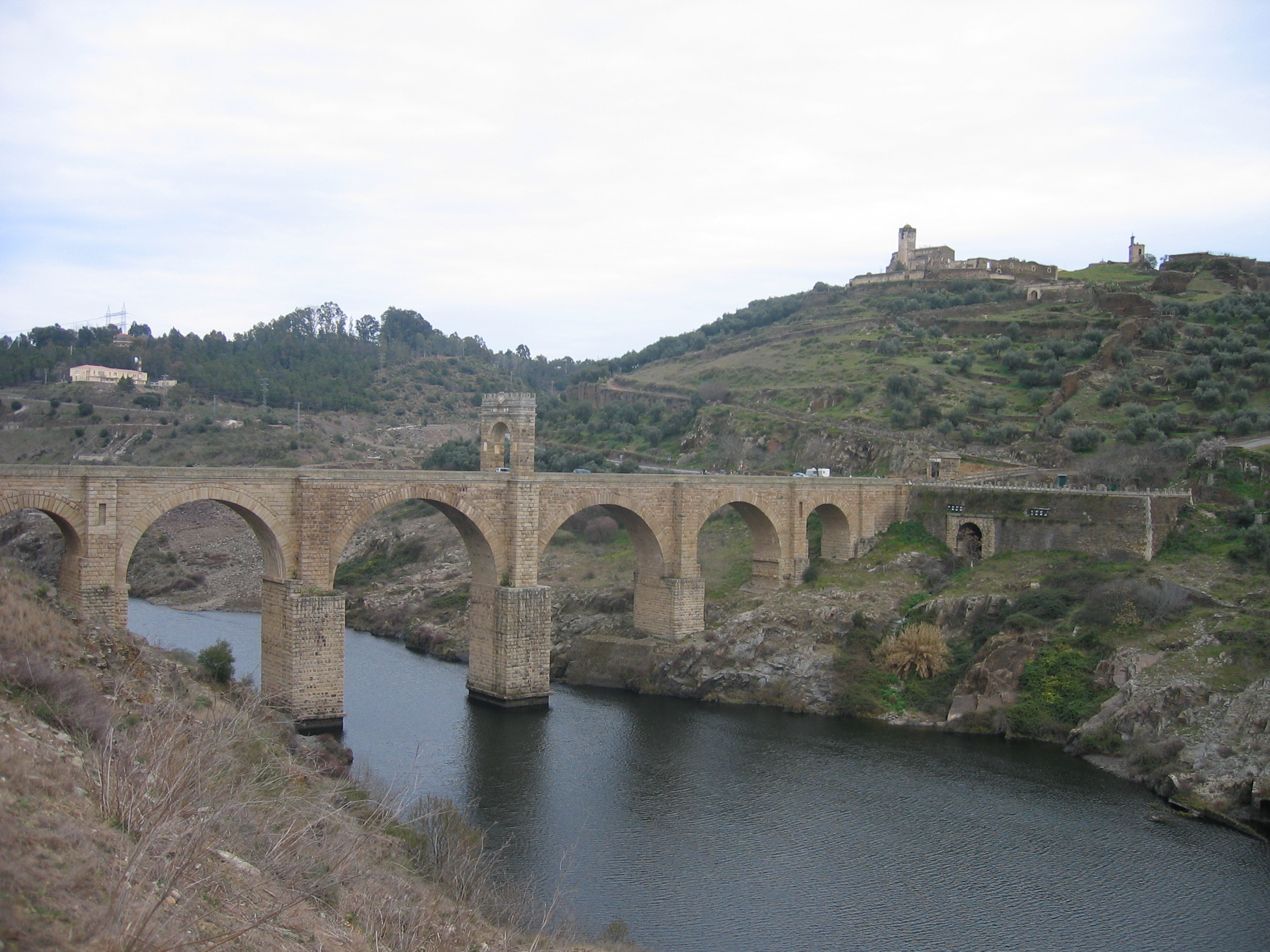
Ponte de Alcántara, na localidade homónima, na província de Cáceres.

O Tejo entra na Comunidade de Madrid através do seu extremo sudoeste, pela comarca histórica da Cuesta de las Encomiendas. Passa em Fuentidueña de Tajo, onde se localiza o Remanso de la Tejera — a uma altitude de cerca de 500 m -, e de Villamanrique de Tajo.
Depois de ser retido por nova barragem, a de Valdajos, entra no município de Aranjuez, a primeira localidade de importância que banha, onde passa ao lado do Palácio Real.
Nesta povoação forma a albufeira do Embocador, feita no século XVI e remodelada no século XVIII para garantir o abastecimento de água à agricultura circundante. O seu curso é regulado mediante uma série de canais artificiais, utilizados como sistemas de rega e ornamentação dos Jardins de Aranjuez.
Dentro deste município, recebe pela direita o rio Jarama, o primeiro dos afluentes procedentes do Sistema Central e um dos mais importantes de todo o seu curso.
Esta corrente fluvial traz-lhe, além do seu caudal natural, as águas residuais vertidas pelas diferentes povoações integradas na área metropolitana de Madrid, destacando-se a própria capital e as cidades do chamado Corredor del Henares. Estas chegam ao rio Jarama — e, por extensão, ao Tejo — através do Manzanares e do Henares, respectivamente.
Em Aranjuez também tem como tributário o rio Algodor, que chega pela margem esquerda, desde os Montes de Toledo. A altitude neste troço é inferior aos 500 m.
Continua com rumo sudoeste marcando a fronteira entre Madrid e Toledo, para entrar definitivamente nesta última. Depois de passar no município de Añover de Tajo, chega a Toledo, a única capital de província espanhola por onde passa, a qual rodeia com meandros. Atravessa em Toledo as pontes monumentais de Alcántara e de San Martín.
À saída de Toledo, gira para oeste e recolhe pela esquerda o arroio Guajaraz, perto de Guadamur, e pela direita o rio Guadarrama, junto a Albarreal de Tajo, a uma altitude de cerca de 450 m. Antes de chegar a La Puebla de Montalbán, é detido pela barragem de Castrejón.
Em El Carpio de Tajo, inclina levemente para noroeste, direcção que mantém ao passar perto de Malpica de Tajo. Encaminha-se para Talavera de la Reina e, no local conhecido como Las Vegas de San Antonio, junta-se-lhe pela direita o rio Alberche, que nasce na Sierra de Gredos.
Além do Jarama, Algodor, Guadarrama e Alberche, o Tejo vê incrementado o caudal com outros afluentes mais pequenos, como o Gévalo, o Cedena, o Sangrera e o Pusa.
A partir de Talavera de la Reina, o rio toma o rumo sudoeste. Forma a albufeira de Azután, situada no município de Azután, onde volta a mudar de sentido, desta vez para oeste.
O rio sai da província de Toledo por Alcolea de Tajo e El Puente del Arzobispo, onde é atravessado por uma ponte monumental de oito arcos, construída em estilo gótico. Neste ponto, o Tejo desceu uma altura de 320 m.

### Curso médio-baixo
O Tejo entra na Estremadura pela província de Cáceres, onde forma depois a albufeira de Valdecañas, uma das de maior superfície da sua bacia, com 7 300 hectares.
O lago, junto de Valdecañas de Tajo banha parte da comarca de Los Ibores, que se situa na margem do rio Ibor, afluente do Tejo (margem esquerda), ao qual tributa através da citada albufeira, perto de Mesas de Ibor e de Bohonal de Ibor.
Atravessa depois a A-5 (Auto-estrada da Estremadura) e passa junto de Almaraz. Aqui a água é utilizada como sistema de refrigeração da central nuclear homónima, por meio da albufeira de Arrocampo-Almaraz, construída para tal efeitos.
Volta a ser detido pela barragem de Torrejón, que fica no Parque Nacional de Monfragüe. Este espaço natural protegido, que ocupa uma área de 17.852 hectares, integra três ecossistemas principais: o bosque mediterrâneo, os rochedos e as zonas húmidas, sendo estas últimas localizadas em redor do rio.
A barragem de Torrejón também inunda parte do curso baixo e a foz do Tiétar, dando lugar a um pântano adicional que, para se diferenciar do principal, é conhecido como Torrejón-Tiétar. Este rio procede da Sierra de Gredos e conflui pela direita no Tejo, perto de Villarreal de San Carlos, a uma altitude inferior aos 200 m.
A partir desta localidade, o Tejo inclina-se para sudoeste, mas volta a redireccionar-se para oeste enquanto forma a albufeira da barragem de Alcántara, uma das obras de infraestrutura hidráulica mais importantes da bacia.
Pela margem direita deste lago desagua o Alagón, à altura da localidade de Alcántara, que chega ao Tejo vindo da Sierra de Herreros, perto de Béjar (Salamanca), com as águas dos rios Arrago e Jerte, dois dos principais afluentes. Pela ribeira esquerda do lago, reporta o Almonte, que nasce na Sierra de Guadalupe. Neste ponto, o rio se encontra a uma altitude ligeiramente superior aos 100 m.
Na confluência do Alagón com o Tejo, fica a cidade de Alcántara, que dá nome à ponte romana do município. Situada ao pé da barragem é considerada como uma das obras de engenharia de caminhos mais relevantes da arte romana. Consta de seis arcos e tem 194 m de comprimento, 8 de largura e 61 de altura máxima.
Passada Alcántara, junta-se-lhe o rio Salor. O Tejo marca depois a fronteira entre Espanha e Portugal, num troço caracterizado pela ausência de núcleos urbanos relevantes, com a excepção de Herrera de Alcántara e Cedillo, muito próximo da fronteira. Esta última localidade dá nome à barragem de Cedillo, que o rio forma antes de deixar definitivamente Espanha.
Na zona fronteiriça, encontra-se com dois novos afluentes, o Erges, que chega da Sierra de Gata, e o Sever, procedente da Serra de São Mamede, situada em Portugal. Quando o Tejo entra em Portugal, já tem um cota abaixo dos 100 m.

### Curso baixo

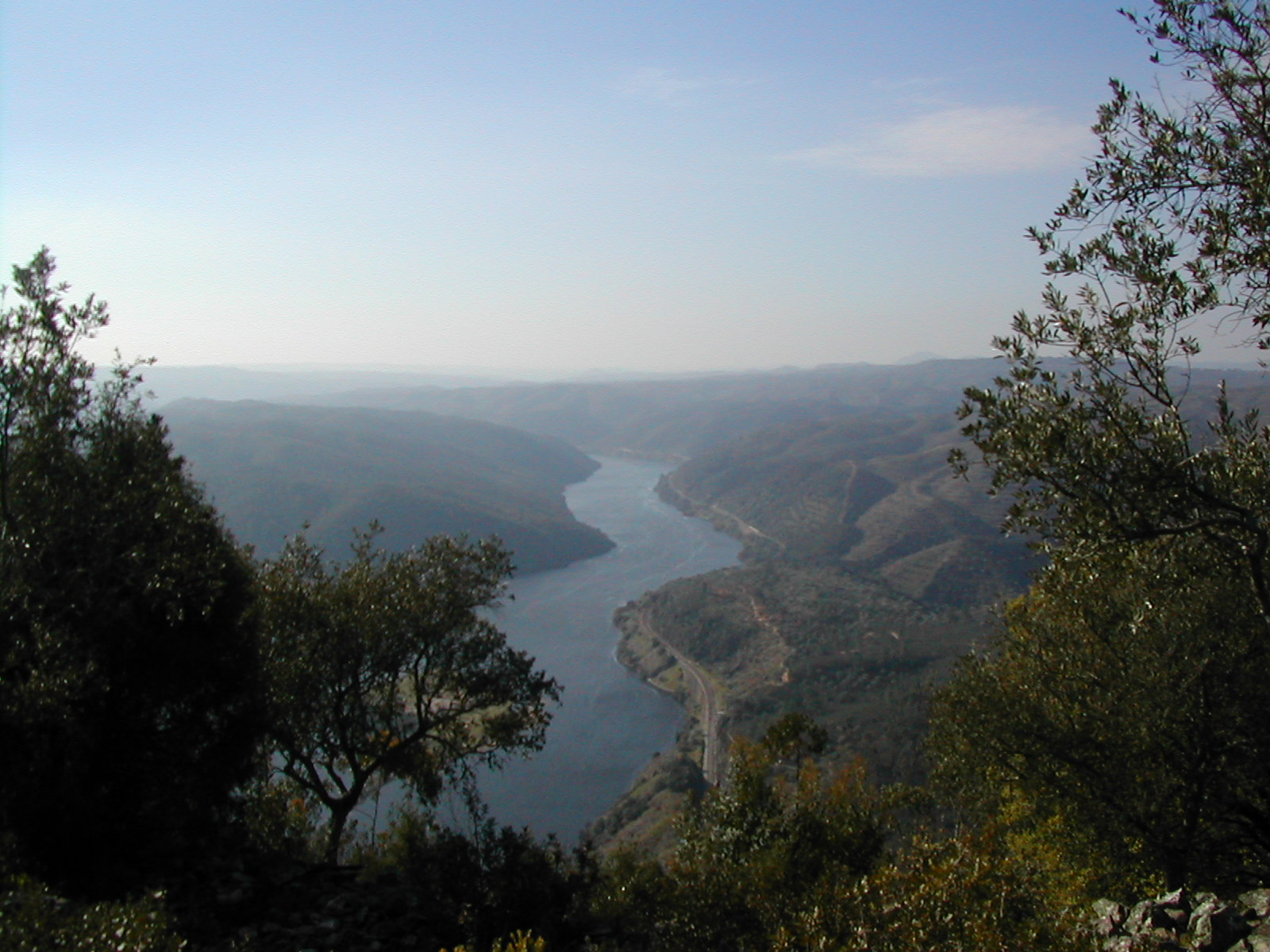
O Tejo a jusante das Portas de Ródão (Portugal).

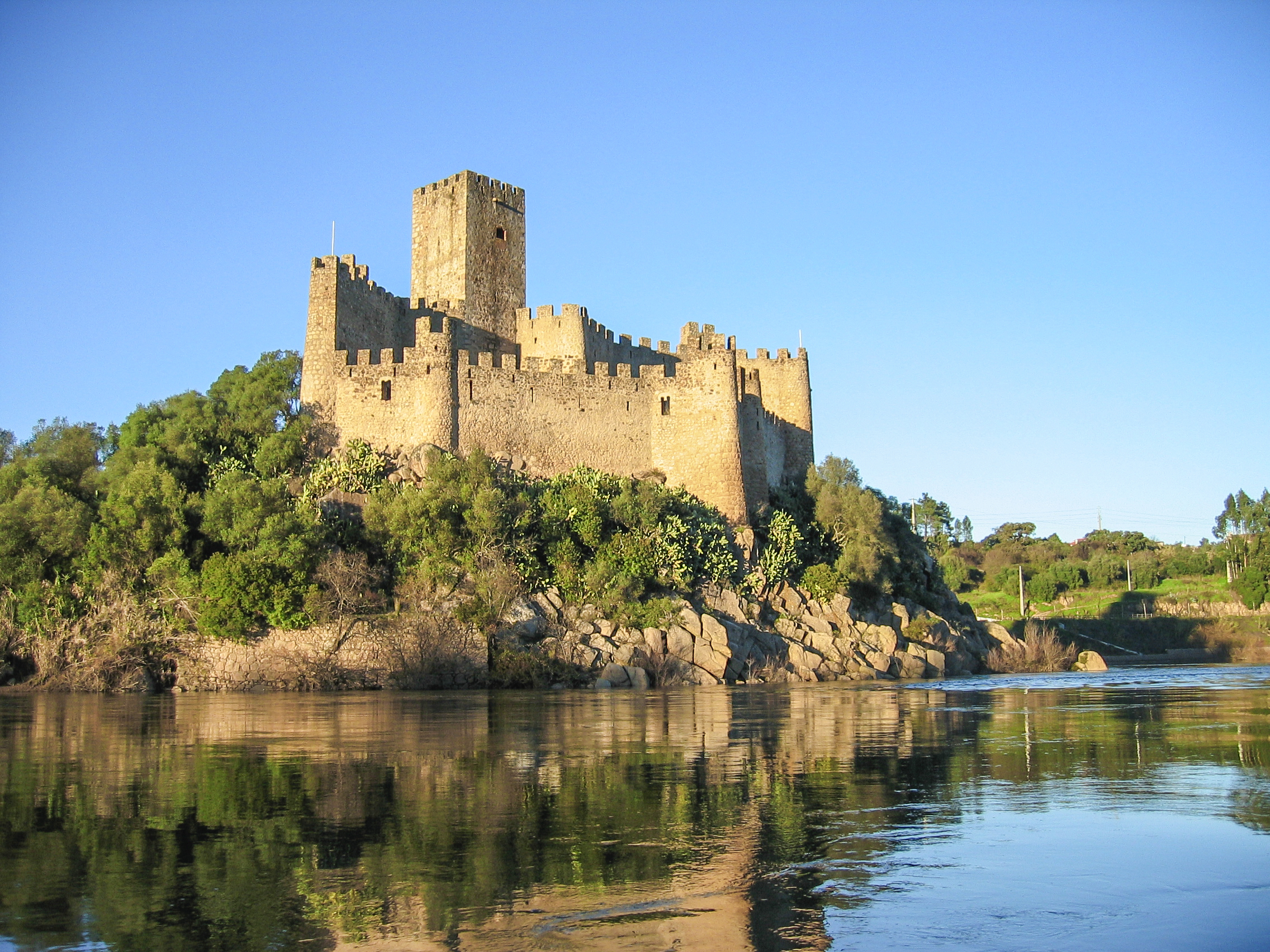
O Tejo e o castelo de Almourol, em Vila Nova da Barquinha (Portugal).

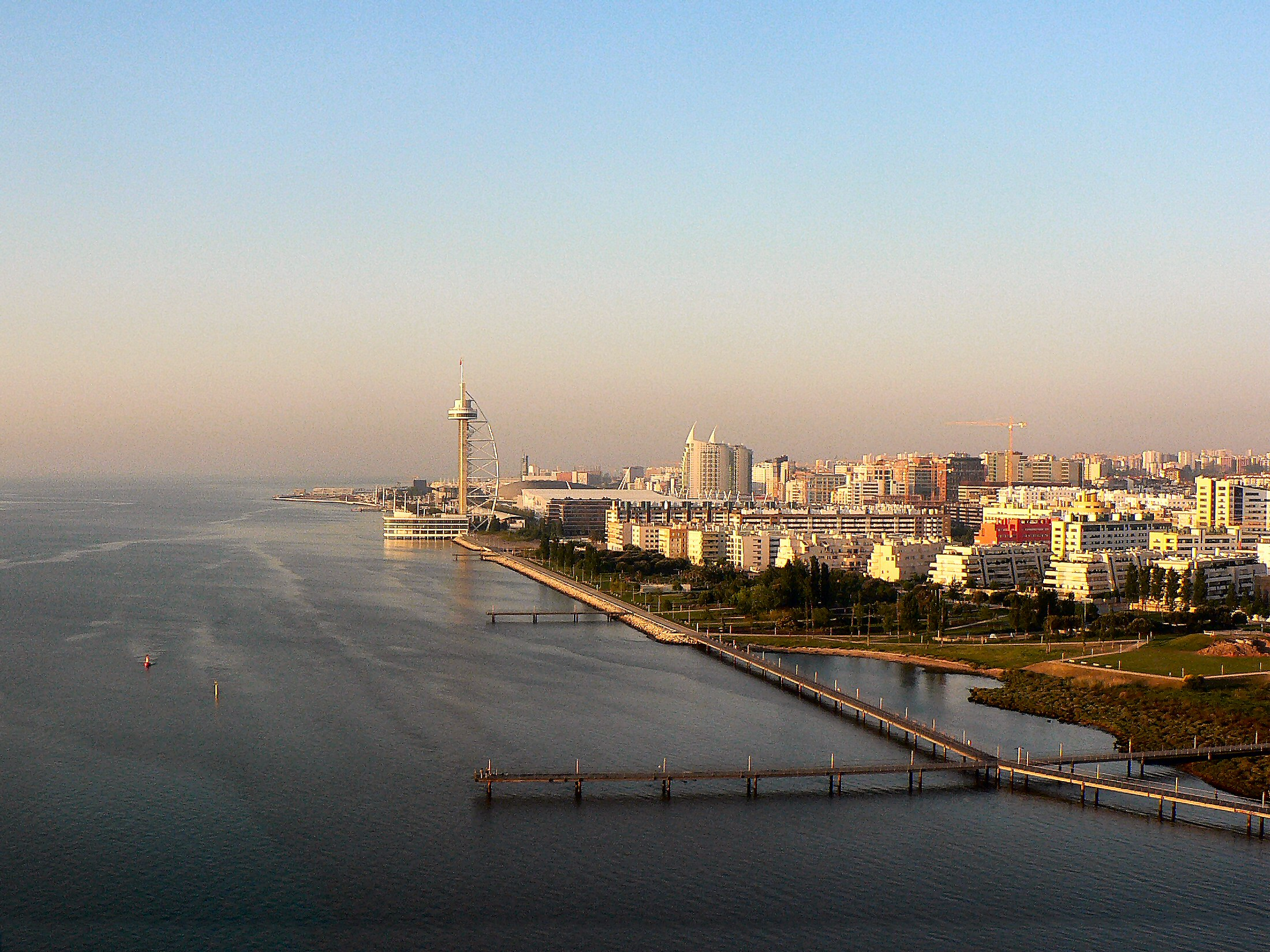
Vista do Parque das Nações, em Lisboa (Portugal).

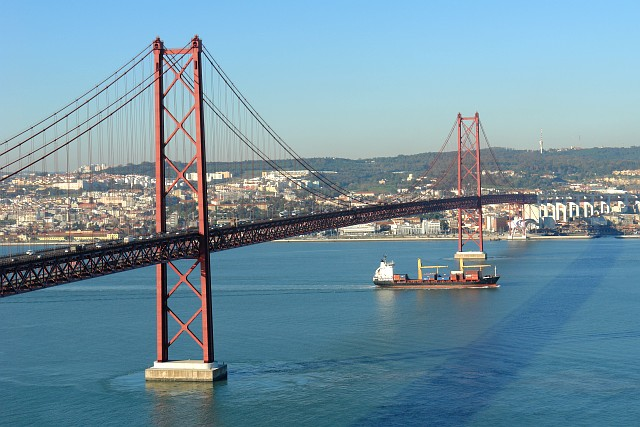
Ponte 25 de Abril, construído sobre o estuário, e liga Lisboa a Almada.

Vila Velha de Ródão é a primeira localidade importante que o rio encontra em Portugal, antes serve de fronteira entre Portugal (municípios de Idanha-a-Nova e Castelo Branco) e Espanha. Passadas as Portas de Ródão, o Tejo inclina-se para sudoeste e, seguindo esta direcção, encontra a barragem de Fratel, cuja albufeira, parcialmente, segue paralela à Linha da Beira Baixa e à auto-estrada A23. Recebe pela direita o rio Ocreza.
A caminho de Belver no concelho de Gavião, é retido na barragem de Belver, ao largo da qual volta a fluir para oeste. Entra no concelho de Abrantes, através da freguesia de Alvega. Em Abrantes forma um meandro em volta da colina sobre a qual se situa esta cidade. Aqui junta-se-lhe o Rio Torto na margem esquerda.
Dirigindo-se para Constância, onde se lhe junta pela margem direita o Zêzere, que nasce na Serra da Estrela, a formação montanhosa mais ocidental do Sistema Central. Este rio é o principal afluente do Tejo no curso baixo, e apresenta numerosas barragens, e constitui um dos sistemas de retenção mais importantes de toda a bacia hidrográfica.
Vila Nova da Barquinha é o próximo destino. Aqui bordeja o castelo medieval de Almourol, um dos monumentos mais relevantes junto ao rio, e toma outra vez rumo sudoeste, desta vez até à foz.
Passa perto da Chamusca, depois Santarém, um das cidades mais povoadas no percurso. Na zona de Benavente, e já próximo da foz, o rio recebe o Rio Sorraia, que, através de uma extensa bacia hidrográfica, transporta as águas provenientes dos concelhos do Alto Alentejo e Alentejo Central e Lezíria do Tejo, nomeadamente Mora, Coruche, Montemor-o-Novo, Arraiolos e Avis, entre outros. A largura aumenta pouco a pouco e forma diferentes ilhas sedimentares, entre as quais se destacam pela dimensão aquelas ao sul de Vila Franca de Xira e de Alhandra, que precedem o estuário.

### Foz
Desagua no oceano Atlântico, formando o chamado mar da Palha, o mais importante da Península Ibérica, tanto pelas dimensões como pela relevância sociodemográfica. Na parte norte, este espaço está protegido legalmente mediante a Reserva Natural do Estuário do Tejo, criada em 1916, com uma área de 14 560 hectares.
Aqui se integram zonas húmidas, lodos, salinas, ilhotas e terrenos agrícolas que, a cada inverno, dão abrigo a cerca de 80 000 aves. A vila de Alcochete, situada na margem esquerda do estuário, pode ser considerada como a principal localidade de referência deste espaço protegido.
O rio prossegue até Lisboa, sob a ponte Vasco da Gama, considerada uma das mais compridas da Europa. Tem 17,2 km de comprimento, 10 dos quais sobre o leito do rio. Liga desde 1998 as cidades de Montijo e Sacavém, integradas na área metropolitana de Lisboa.
Passada a ponte, surge logo à direita Lisboa. Conforme se aproxima da capital portuguesa, a largura do estuário vai pouco a pouco reduzindo-se. Num dos pontos mais estreitos foi construída a Ponte 25 de Abril, que também tem grande interesse arquitectónico e estrutural. Foi inaugurada em 1966 e tem um comprimento de quase 2 km, ligando Lisboa e Almada.
O rio bordeja a parte oriental e meridional de Lisboa, onde se encontram diversos monumentos, erigidos praticamente na margem, como a Torre de Belém e o Mosteiro dos Jerónimos, ambos de estilo manuelino, declarados Património da Humanidade. No seu final, no concelho de Oeiras já na fronteira com o mar, encontra-se uma pequena ilha com o Forte de São Lourenço e Farol do Bugio.

## Regime hidrológico
O regime hidrológico do Tejo é determinado por variações pluvionivais (dependentes de chuva ou neve) próprias da região central da Península Ibérica, especialmente no que se refere às formações montanhosas aí integradas. Os maiores níveis de caudal produzem-se de Janeiro a Abril, com o máximo absoluto em Março — quando tem lugar o degelo -, enquanto os menores dão-se entre Julho e Outubro, com mínimo em Setembro.
Este regime foi alterado na segunda metade do século XX como consequência da construção de diferentes obras de engenharia, dirigidas à regulação da bacia para cinco usos principais:
- Abastecimento de água potável;
- Regadio;
- Desvio para outra bacia, a do Segura;
- Produção de energia eléctrica (em Espanha o rio tem 14 barragens);
- Refrigeração de centrais nucleares espanholas de Trillo (Guadalajara) e Almaraz (Cáceres), além de centrais térmicas de Aceca (Toledo), em Espanha, e de Pego (Abrantes), em Portugal. A central nuclear José Cabrera ou de Zorita (Guadalajara, Espanha), fechada em 2006, também se refrigerava com as suas águas.

### Cabeceira

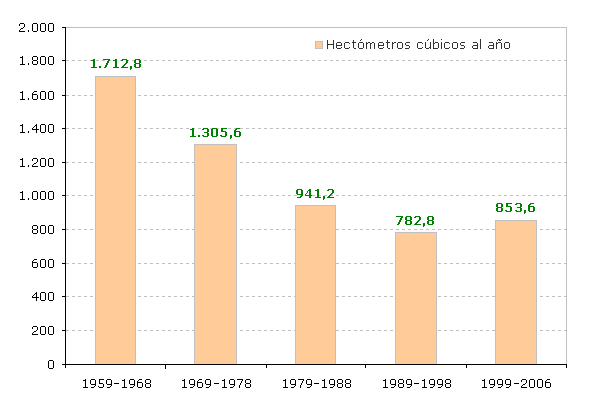
Evolução do caudal na cabeceira do rio (entre o nascimento e a barragem de Buendía), segundo dados da Confederação Hidrográfica do Tejo.

O Transvase Tejo-Segura é uma das infraestruturas que mais contribuíram para modificar o regime hidrológico do Tejo. É regulado através das barragens de Entrepeñas e Buendía, que desviam as águas do rio para a zona sudeste de Espanha.
Aí são utilizadas principalmente para rega e abastecimento de água potável em áreas com forte turismo. A normativa espanhola prevê que se possa retirar até 70,29% da água que o rio receba à cabeceira, com destino à região do Levante.
Esta cedência à bacia do Segura baixa grandemente o caudal. Segundo dados da Confederación Hidrográfica del Tajo, o troço compreendido entre Fuente de García e os pântanos de Entrepeñas e Buendía alcançou, entre 1999 e 2006, um volume anual de 853,6 hm³, 50,1% menos que entre 1959 e 1968.
Neste último período, contabilizaram-se 1 712,8 hm³, número que desceu para 1 305,6 entre 1969 e 1978 e 941,2 entre 1979 e 1988. A baixa é ainda mais notória entre 1989 e 1998, quando se registaram apenas 782,8 hm³, o dado mais baixo dos decénios considerados.
No ano hidrológico 2005/06, as barragens de Entrepeñas e Buendía moveram para o rio Segura um caudal de 253 hm³, superior ao vertido pelo próprio Tejo (247,7 hm³). Em 1979/80, recém-inaugurado o transvase, a contribuição foi de 36 hm³.

### Troço entre Buendía e Talavera de la Reina

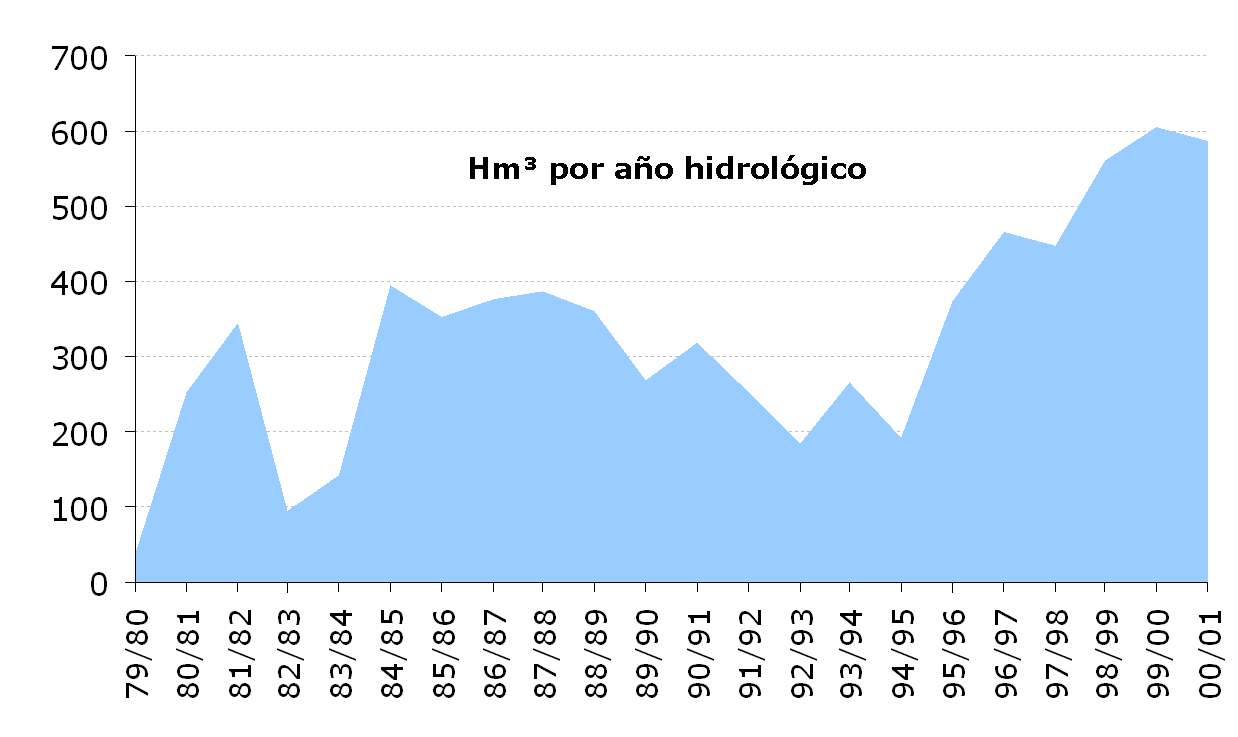
Volumes cedidos anualmente pelo Transvase Tejo-Segura, entre os anos hidrológicos 1979/80 e 2000/01, segundo dados da Confederação Hidrográfica do Tejo (espanhola).

Uma vez passada a barragem de Buendía, as possibilidades de recuperar o caudal desviado para o Segura são muito limitadas. Até Aranjuez, não há afluentes de importância, ao que se junta a escassa pluviometria que apresenta a zona sudeste da Guadalajara e sudoeste da Comunidade de Madrid (entre 400 a 500 mm/ano). Os campos situados na borda do rio, que se nutrem das suas águas, incidem ainda mais na perda de caudal.
Quando o Tejo chega a Aranjuez, muitas vezes tem caudal inferior a 6 m³/s, mínimo estabelecido pela normativa que regula o Transvase Tejo-Segura, conhecido como "caudal ecológico". Antes da inauguração do transvase em 1979, o rio levava neste ponto um volume de água de 30 m³.s-1.
O Tejo recupera parcialmente das contribuições realizadas ao Segura quando conflui com o rio Jarama, que desemboca em Aranjuez. Esta corrente tributa com um caudal médio de 16–20 m³.s-1, 3 vezes mais que o que leva o próprio Tejo.
Com os afluentes (Algodor, Guadarrama e Alberche) também não recupera plenamente o caudal cedido ao Segura. Por altura de Talavera de la Reina, continua a levar um volume de água muito inferior ao que apresentava antes de haver o Transvase Tejo-Segura. Segundo dados da Confederação Hidrográfica do Tejo (espanhola), o seu caudal diminuiu 40,2% entre 1972 e 2005, ao passar por Talavera.

### Barragens do curso médio-baixo

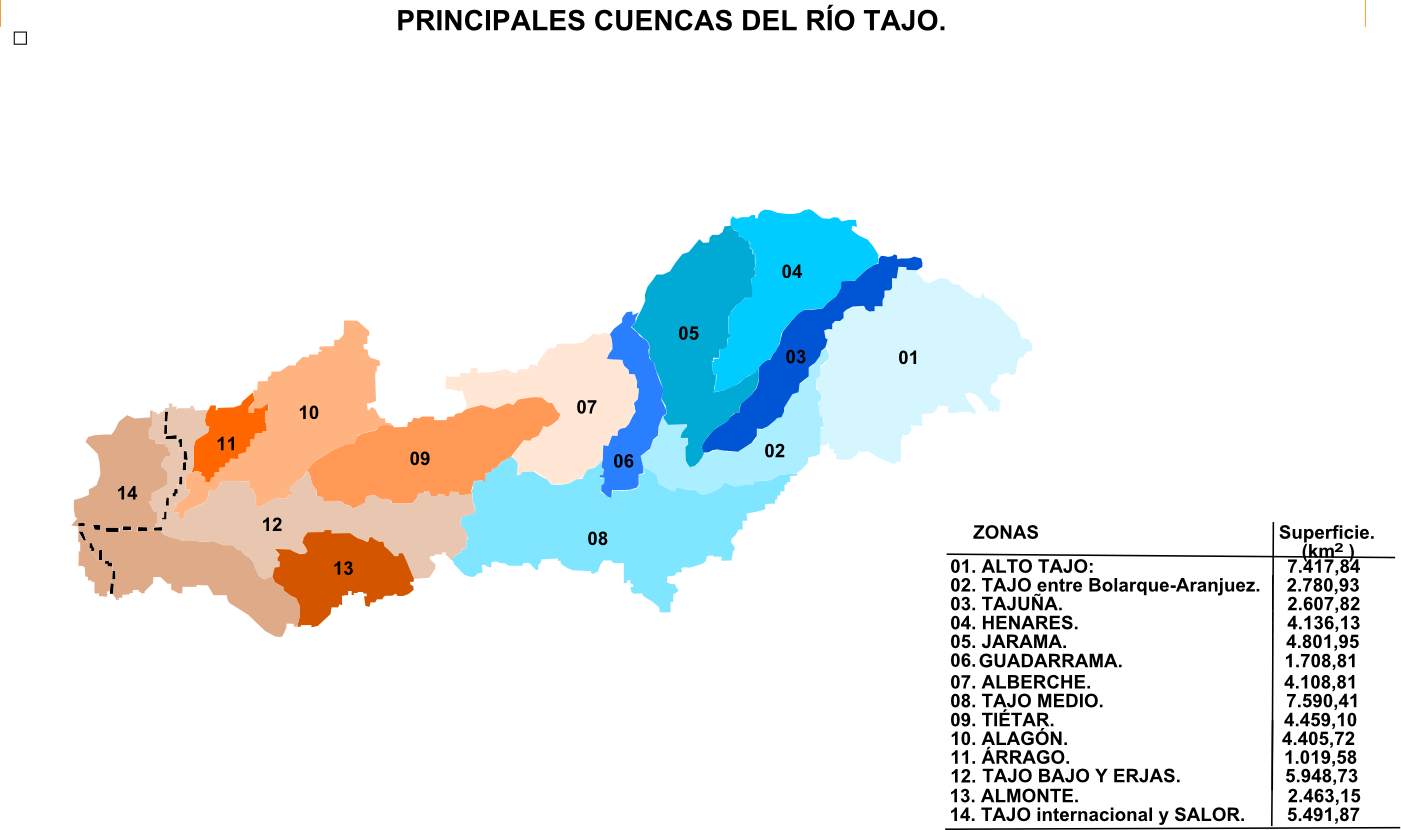
Sub-bacias do Tejo em Espanha.

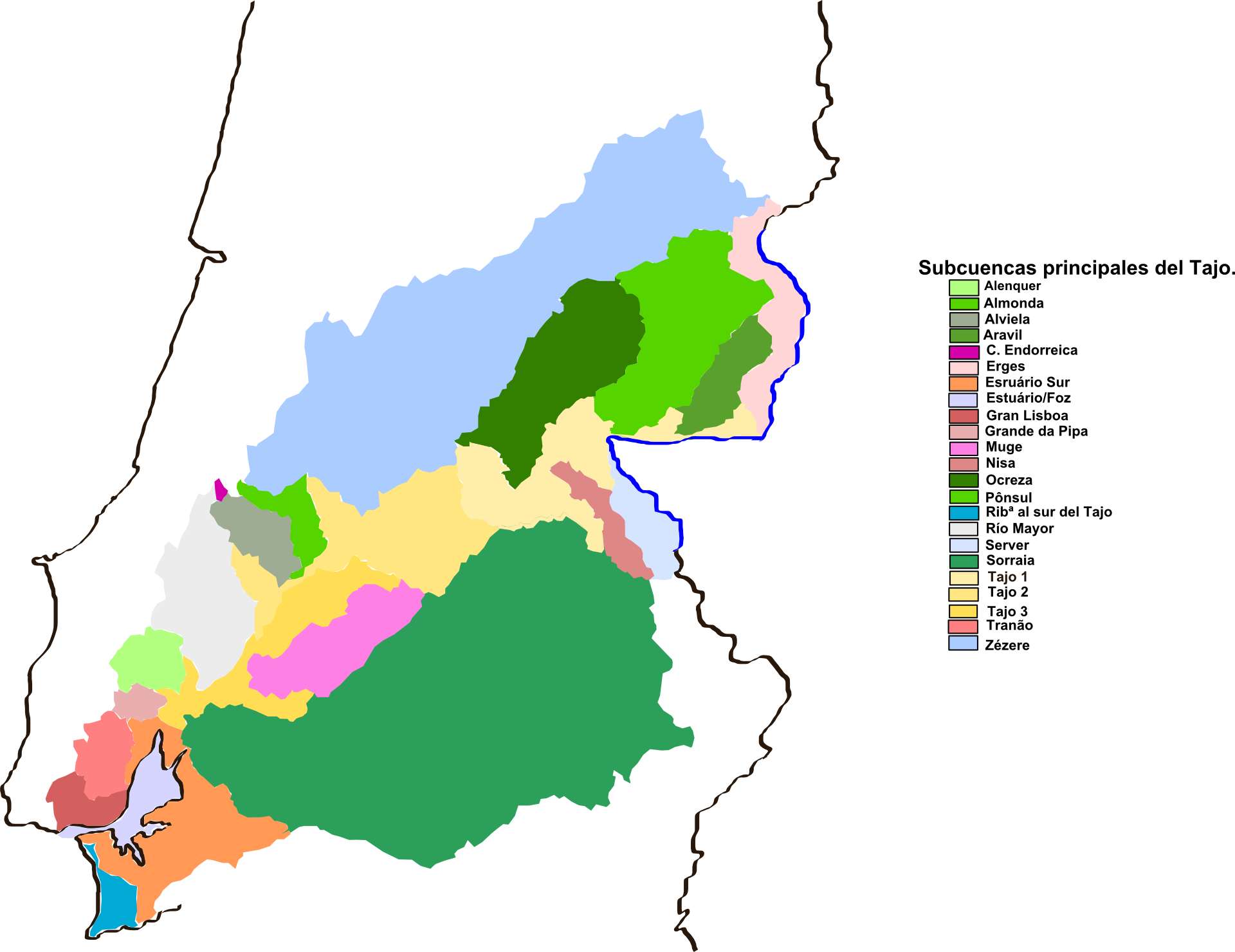
Sub-bacias do Tejo em Portugal.

As barragens construídas no curso médio-baixo constituem outro factor de alteração do regime hidrológico, dada a intensa regulação a que é sujeito o seu caudal. A retenção do rio é especialmente visível no troço que vai de Talavera de la Reina até à fronteira entre Espanha e Portugal, de aproximadamente 300 km.
Nesta parte, o rio segue através de uma sucessão de represas (Azután, Valdecañas, Torrejón-Tajo, Alcántara e Cedillo), que se vão ligando umas com as otras. Apenas no trajecto entre Azután e Valdecañas, o Tejo flui sem estar retido.

### Barragens do curso baixo
- Barragem de Fratel
- Barragem de Belver

### Afluentes principais

#### Espanha
- Guadiela, Algodor, Gévalo, Ibor, Almonte, Salor, Jarama, Guadarrama, Alberche, Tiétar e Alagón

#### Portugal
- Ponsul, Sorraia, Erges, Almonda, Alviela, Jamor, Ocreza, Sever, Trancão, Zêzere